# Котяча акула чорноплямиста
Котяча акула чорноплямиста (Aulohalaelurus labiosus) — акула з роду Губата котяча акула родини Котячі акули. Інша назва «австралійська чорноплямиста акула».

## Опис
Загальна довжина досягає 67 см. Голова масивна, низько поставлена. Очі невеликі. Тіло циліндричне, подовжене, з темними сідлоподібними мітками, шкіра товста і міцна. Спинні плавці однакового розміру.

## Спосіб життя
Тримається прибережних місцин у субтропічних водах. Активна вночі. Живиться дрібною рибою, кальмарами, креветками та іншими донними безхребетними.
Це яйцекладна акула. Стосовно парування та народження акуленят інформації недостатньо.

## Розповсюдження
Мешкає біля південно-західного узбережжя Австралії.